# Anders Hansson i Solberga
Anders Hansson (i riksdagen kallad Hansson i Solberga), född 23 december 1839 i Gustafs socken, död 8 januari 1914 i Gustafs, var en svensk lantbrukare och politiker (liberal). 
Anders Hansson, som kom från en bondesläkt, var lantbrukare på Orrbo gård i Solberga i Gustafs socken, där han också var kommunalnämndens ordförande. Han var även ledamot i Kopparbergs läns landsting i flera omgångar från 1875 till 1908.
Hansson var riksdagsledamot i andra kammaren 1879–1913, åren 1879–1896 för Falu domsagas valkrets, 1897–1911 för Falu domsagas södra tingslags valkrets och 1912–1913 för Kopparbergs läns västra valkrets. I riksdagen anslöt han sig 1888 till det frihandelsvänliga Gamla lantmannapartiet, som uppgick i det återförenade Lantmannapartiet 1895. Åren 1897–1899 betecknade han sig som vilde, men 1900 anslöt han sig till det nybildade Liberala samlingspartiet och kvarstod sedan där.
Som riksdagsledamot engagerade sig Anders Hansson inte minst i skattefrågor, till exempel mot systemet med grundskatt. Han var sedan 1882 ledamot av Bankoutskottet och sina sista riksdagsår andra kammarens ålderspresident.